# Тищенко Іван Олександрович
Іван Олександрович Тищенко (нар. 7 липня 1998, Черкаси, Україна) — український футболіст, атакувальний півзахисник футбольного клубу «Буковина».

## Життєпис
Народився в Черкасах. У ДЮФЛУ з 2010 по 2015 рік виступав за СДЮСШОР (Черкаси) під керівництвом Ковалевича Сергія Миколайовича та РВУФК (Київ). Дорослу футбольну кар'єру розпочав 2016 року в складі «Зорі-Черкаського Дніпра-2», який виступав у чемпіонаті Черкаської області. У сезоні 2016/17 років виступав за полтавську «Ворсклу» в юнацькому чемпіонаті України. Сезон 2017/18 років провів у молодіжній команді «Олександрії».
У середині липня 2018 року вільним агентом перебрався до «Черкащини». На професіональному рівні дебютував за нову команду 22 липня 2018 року в нічийному (0:0) виїзному поєдинку 1-го туру групи «А» Другої ліги України проти житомирського «Полісся». Іван вийшов на поле в стартовому складі, а на 62-й хвилині його замінив Вадим Тенжицький. Першим голом за «Черкащину» відзначився 27 серпня 2018 року на 84-й хвилині нічийного (1:1) домащнього поєдинку 6-го туру групи «А» Другої ліги України проти борщагівської «Чайки». Тищенко вийшов на поле на 54-й хвилині замість Андрія Сторчоуса. У Першій лізі України дебютував 3 серпня 2019 року в нічийому (2:2) поєдинку 2-го туру проти київської «Оболоні». Іван вийшов на поле на 63-й хвилині замість Максима Зеленевича. У команді провів два сезони, за цей час у чемпіонатах України зіграв 41 матч (4 голи) та 4 поєдинки у кубку України. 
Наприкінці лютого 2020 року підсилив «ВПК-Агро». У футболці шевченківського клубу дебютував 29 серпня 2020 року в переможному (3:1) виїзному поєдинку першого раунду кубку України проти харківського «Металу». Іван вийшов на поле на 67-й хвилині замість Антона Кіча. У Першій лізі України дебютував за «ВПК-Агро» 5 вересня 2020 року в програному (2:3) виїзному поєдинку 1-го туру проти долинського «Альянсу». Тищенко вийшов на поле на 24-й хвилині замість Павла Мілесіна. Дебютним голом за черкащан відзначився 16 вересня 2020 року на 87-й хвилині переможного (4:2, пенальті) поєдинку другого раунду кубку України проти кременчуцького «Кременя». Іван вийшов на поле на 46-й хвилині замість Ярослава Терехова, а на 81-й хвилині отримав жовту картку. Єдиним голом у Першій лізі за команду відзначився 26 травня 2021 року на 65-й хвилині переможного (2:1) виїзного поєдинку 28-го туру проти волочиського «Агробізнесу». Тищенко вийшов на поле в стартовому складі, а на 73-й хвилині його замінив Тимофій Сухар. У сезоні 2020/21 років зіграв 27 матчів (1 гол) у Першій лізі України та 4 матчі (1 гол) у кубку України.
На початку лютого 2021 року підписав контракт з ЛНЗ. У футболці черкаського клубу дебютував 25 липня 2021 року в програному (1:2) виїзному поєдинку 1-го туру групи «А» Другої ліги України проти київського «Лівого берега».  Іван вийшов на поле в стартовому складі та відіграв увесь матч. Першим голом за ЛНЗ відзначився 13 листопада 2021 року на 58-й хвилині нічийного (1:1) домашнього поєдинку 18-го туру групи «А» Другої ліги України проти «Епіцентру». Тищенко вийшов на поле на 55-й хвилині замість Богдана Куксенка. Разом із командою пройшов шлях від Другої ліги до УПЛ (в сезоні 2022/23 завойовані бронзові нагороди першої української ліги та право виступу в вищому дивізіоні). У Прем'єр-лізі України дебютував 5 серпня 2023 року вийшовши на поле в стартовому складі в переможному (3:0) виїзному поєдинку 2-го туру проти ФК «Минай». Іван відіграв 70 хвилин, після чого його замінив Денис Олійник. Впродовж сезону взяв участь у 12 матчах національного чемпіонату та 1 поєдинок зіграв у кубку України. В літнє міжсезоння 2024 року після трьох проведених сезонів завершив співпрацю з черкаським клубом, за цей час він відіграв 3122 хвилини у 54 матчах в усіх турнірах та відзначився 13 забитими голами.
В липні 2024 року підписав контракт із першоліговим футбольним клубом «Буковина».

## Досягнення

### Командні
- Кубок України
  -  Півфіналіст (1): 2024/25

- Перша ліга України
  -  Бронзовий призер (1): 2022/23

- Друга ліга України
  -  Бронзовий призер (2): 2018/19, 2021/22